# Ried im Oberinntal
Ried im Oberinntal (Ried i. O.) ist eine Gemeinde mit 1337 Einwohnern (Stand 1. Jänner 2024) im Bezirk Landeck, der zum Bundesland Tirol (Österreich) gehört. Die Gemeinde liegt im Gerichtsbezirk Landeck.

## Geografie
Ried liegt in zentraler Lage des Oberen Gerichts, dem obersten Abschnitt des Tiroler Inntals. Hier zweigt die Straße auf die Sonnenterrasse (Ladis, Fiss, Serfaus) von der Reschenstraße ab. 
Das Gemeindegebiet umfasst das Inntal, das rund 900 Meter über dem Meer liegt und das Einzugsgebiet des Stalanzer Baches. Im Osten bilden die fast 3000 Meter hohen Berge Alter Mann und Kuppkarlesspitze die Grenze. 
Die Gemeinde hat eine Fläche von 27 Quadratkilometer. Davon ist die Hälfte bewaldet, sechs Prozent sind landwirtschaftliche Nutzfläche und jeweils etwa zwanzig Prozent sind Almen und hochalpines Gelände.

### Nachbargemeinden
| Fiss    | Ladis                                       | Prutz     |
| Serfaus | Kompassrose, die auf Nachbargemeinden zeigt | Fendels   |
|         | Tösens                                      | Kaunertal |

## Geschichte
Der Name Ried bedeutet „versumpftes Gebiet“, trotzdem weisen reiche bronzezeitliche und römische Funde auf eine frühe Besiedlung hin. Das Dorf entstand um einen Turm, von dem aus die Transitroute überwacht wurde. Erste urkundliche Erwähnungen finden sich aus den Jahren 1115–1122, als zu „Rieden“ Besitz an das Stift Rottenbuch übertragen wurde.
Herzog Sigmund „der Münzreiche“ ließ den Turm zu einem Jagdschlösschen ausbauen, worauf es den Namen Sigmundsried erhielt. Ab 1550 war das Schloss Sigmundsried Verwaltungszentrum und Sitz des Gerichts, das 1978 in die Bezirkshauptstadt Landeck verlegt wurde. In der Eingangshalle sind Wappen- und Rankenmalereien aus dem 16. Jahrhundert zu sehen. 
Die Pfarrkirche wurde urkundlich 1397 erstmals erwähnt und ist heute im Stil des Barock zu sehen. 
Ried ist heute eine zweisaisonale Tourismusgemeinde (mit den umliegenden Skigebieten von Fendels, Serfaus-Fiss-Ladis) und ein wichtiger Arbeitgeber für die ganze Region. Ried war ursprünglich das Zentrum des Gerichtsbezirks Ried in Tirol und Sitz des Bezirksgericht Ried in Tirol, wurde jedoch per 1. Jänner 1978 dem Gerichtsbezirk Landeck zugeschlagen.
Ried liegt am Fernradweg, der als Via Claudia Augusta entlang einer gleichnamigen antiken Römerstraße verläuft.

### Bevölkerungsentwicklung

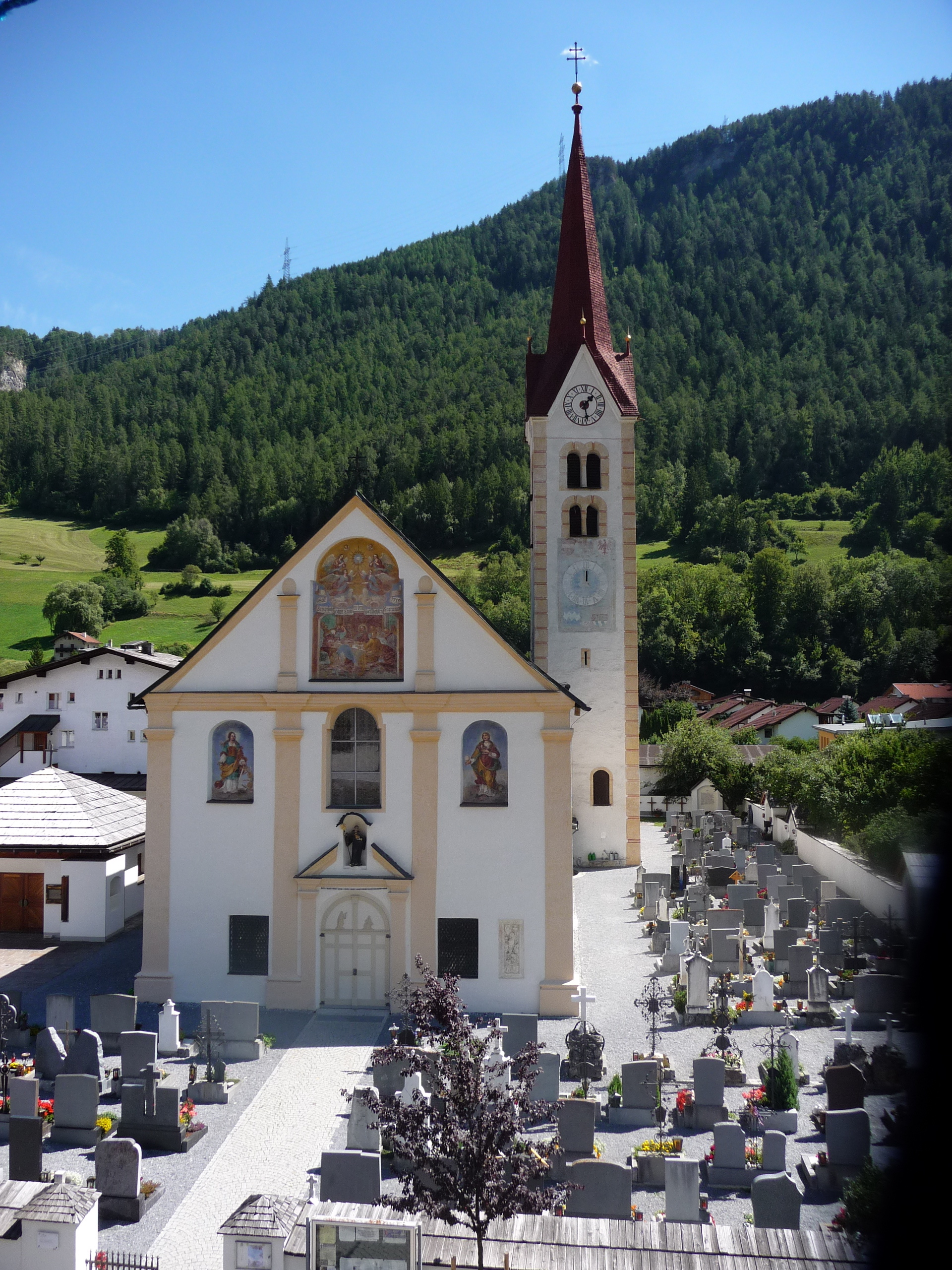
Pfarrkirche

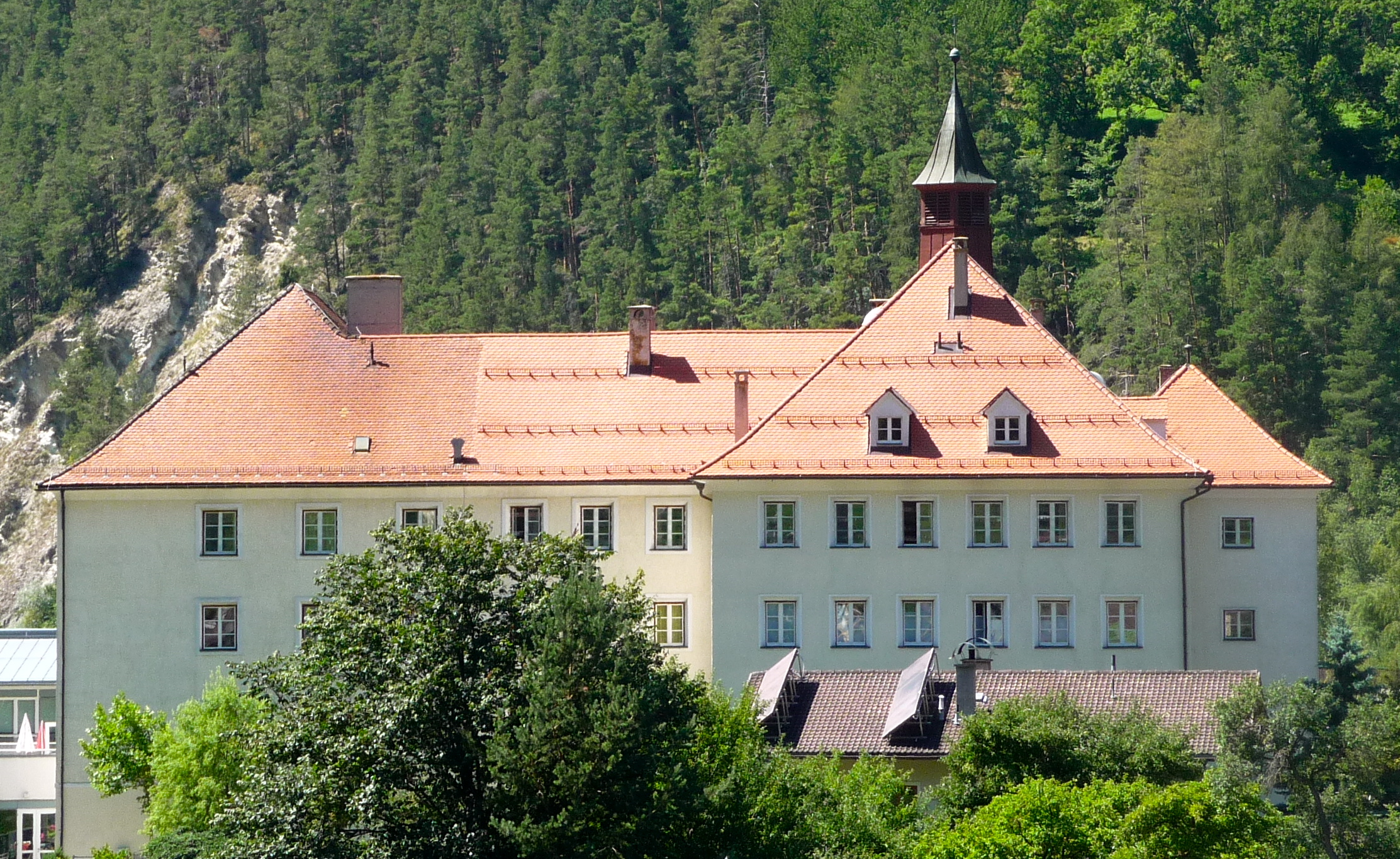
Edelsitz der Payr; heutiges Heim St. Katharina

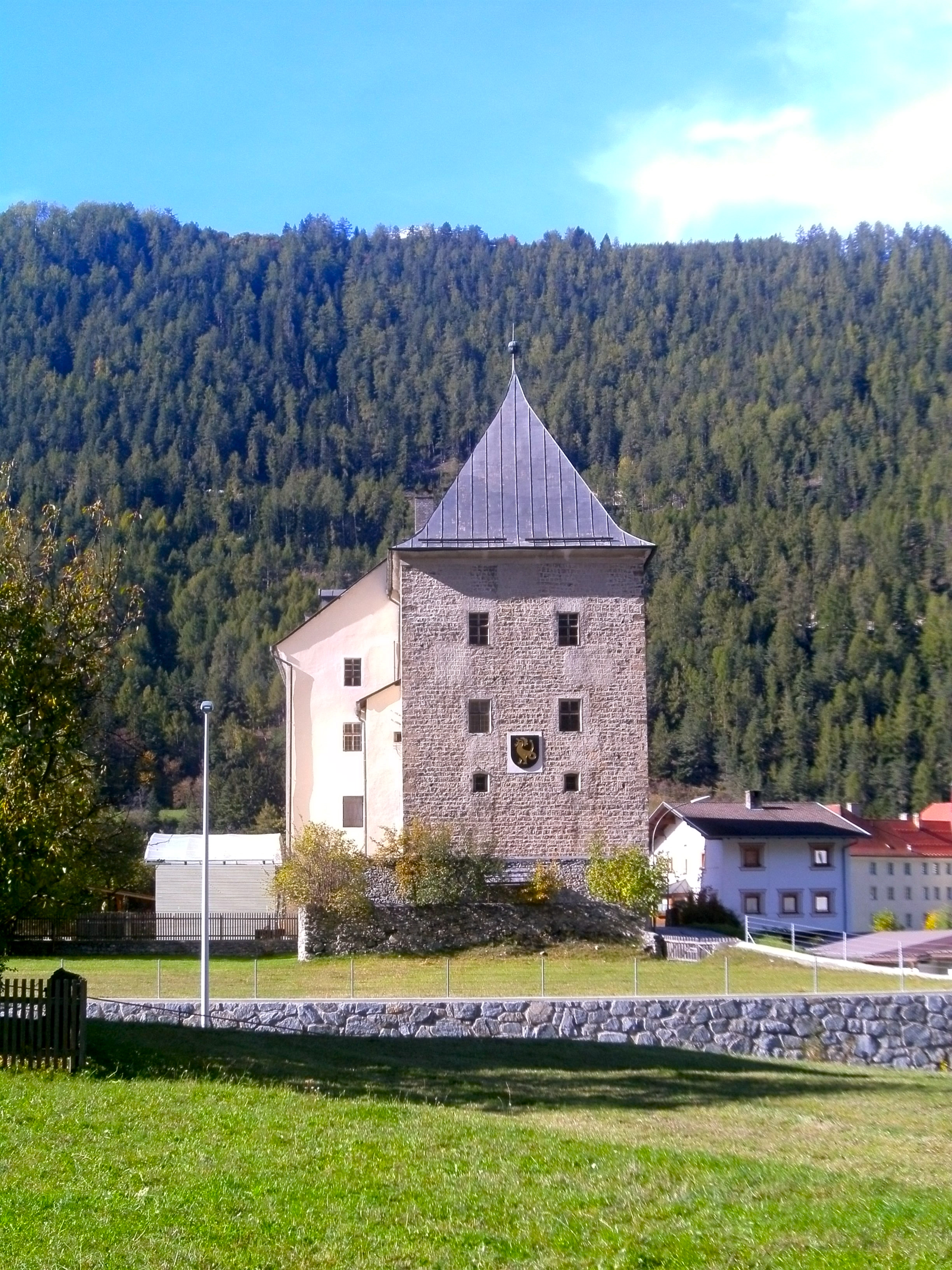
Schloss Sigmundsried

| Ried im Oberinntal: Einwohnerzahlen von 1869 bis 2024 | Ried im Oberinntal: Einwohnerzahlen von 1869 bis 2024 | Ried im Oberinntal: Einwohnerzahlen von 1869 bis 2024 | Ried im Oberinntal: Einwohnerzahlen von 1869 bis 2024 | Ried im Oberinntal: Einwohnerzahlen von 1869 bis 2024 |
| ----------------------------------------------------- | ----------------------------------------------------- | ----------------------------------------------------- | ----------------------------------------------------- | ----------------------------------------------------- |
| Jahr                                                  |                                                       |                                                       |                                                       | Einwohner                                             |
| 1869                                                  | 1869                                                  |                                                       | 784                                                   | 784                                                   |
| 1880                                                  | 1880                                                  |                                                       | 777                                                   | 777                                                   |
| 1890                                                  | 1890                                                  |                                                       | 673                                                   | 673                                                   |
| 1900                                                  | 1900                                                  |                                                       | 645                                                   | 645                                                   |
| 1910                                                  | 1910                                                  |                                                       | 708                                                   | 708                                                   |
| 1923                                                  | 1923                                                  |                                                       | 644                                                   | 644                                                   |
| 1934                                                  | 1934                                                  |                                                       | 660                                                   | 660                                                   |
| 1939                                                  | 1939                                                  |                                                       | 675                                                   | 675                                                   |
| 1951                                                  | 1951                                                  |                                                       | 717                                                   | 717                                                   |
| 1961                                                  | 1961                                                  |                                                       | 766                                                   | 766                                                   |
| 1971                                                  | 1971                                                  |                                                       | 894                                                   | 894                                                   |
| 1981                                                  | 1981                                                  |                                                       | 935                                                   | 935                                                   |
| 1991                                                  | 1991                                                  |                                                       | 1.062                                                 | 1.062                                                 |
| 2001                                                  | 2001                                                  |                                                       | 1.212                                                 | 1.212                                                 |
| 2011                                                  | 2011                                                  |                                                       | 1.263                                                 | 1.263                                                 |
| 2021                                                  | 2021                                                  |                                                       | 1.249                                                 | 1.249                                                 |
| 2024                                                  | 2024                                                  |                                                       | 1.337                                                 | 1.337                                                 |
| Quelle(n): Statistik Austria, Gebietsstand 1.1.2021   |                                                       |                                                       |                                                       |                                                       |

## Kultur und Sehenswürdigkeiten
- Katholische Pfarrkirche Ried im Oberinntal, geweiht dem hl. Leonhard
- Edelsitz Payr
- Schloss Sigmundsried

## Wirtschaft und Infrastruktur

### Wirtschaftssektoren
Von den 34 landwirtschaftlichen Betrieben des Jahres 2010 wurden sechs im Haupt-, 26 im Nebenerwerb und zwei von juristischen Personen geführt. Diese zwei bewirtschafteten 93 Prozent der Flächen. Im Produktionssektor arbeiteten 159 der 181 Erwerbstätigen in der Bauwirtschaft. Die wichtigsten Arbeitgeber des Dienstleistungssektors waren der Bereich soziale und öffentliche Dienste (215), Handel (71), Verkehr (67) und Beherbergung und Gastronomie (53 Mitarbeiter).
| Wirtschaftssektor            | Anzahl Betriebe | Anzahl Betriebe | Erwerbstätige | Erwerbstätige |
| Wirtschaftssektor            | 2011            | 2001            | 2011          | 2001          |
| ---------------------------- | --------------- | --------------- | ------------- | ------------- |
| Land- und Forstwirtschaft 1) | 34              | 33              | 22            | 13            |
| Produktion                   | 24              | 24              | 181           | 265           |
| Dienstleistung               | 96              | 59              | 472           | 400           |

1) Betriebe mit Fläche in den Jahren 2010 und 1999

### Arbeitsmarkt, Pendeln
Im Jahr 2011 lebten 574 Erwerbstätige in Ried im Oberinntal. Davon arbeiteten 236 in der Gemeinde, 338 pendelten aus. Dafür kamen 439 Menschen aus der Umgebung zur Arbeit nach Ried im Oberinntal.

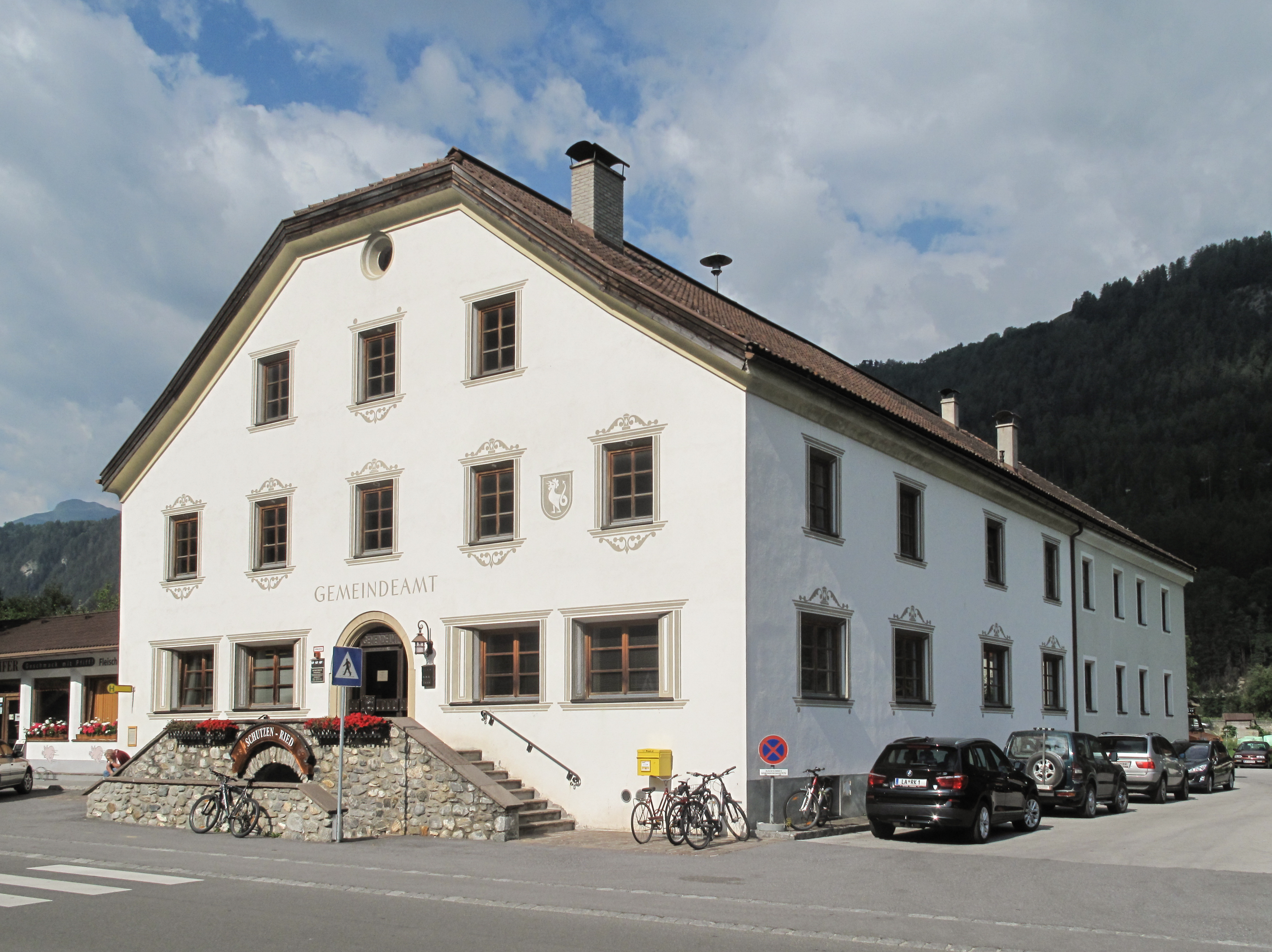
Gemeindeamt

## Politik

### Gemeinderat
In den Gemeinderat werden 13 Mandatare gewählt:
| Partei             | 2022  | 2022    | 2016  | 2016    | 2010  | 2010    |
| Partei             | %     | Mandate | %     | Mandate | %     | Mandate |
| ------------------ | ----- | ------- | ----- | ------- | ----- | ------- |
| Gemeinsam für Ried | 56,21 | 7       | 36,79 | 5       | 47,65 |         |
| Rieder Dorfliste   | 43,79 | 6       | 63,21 | 8       | 52,35 |         |

### Bürgermeister
Bürgermeister von Ried im Oberinntal ist Daniel Patscheider.

### Wappen
Das 1973 verliehene Gemeindewappen zeigt in Schwarz einen goldenen Basilisken. Dabei handelt es sich um das Wappen der einst auf Schloss Sigmundsried ansässigen Herren von Ried.

## Persönlichkeiten

### Söhne und Töchter der Gemeinde
- Caspar Jele (1814–1893), Maler
- Ferdinand Maaß (1902–1973), Jesuit und Kirchenhistoriker

### Mit der Gemeinde verbundene Persönlichkeiten
- Otto Schönherr von Schönleiten (1888–1954), Offizier